# Ruta 3705 (Lima)
La ruta 3705/1054 o "la E" es una ruta de transporte público de la ciudad de Lima, que conecta los distritos de San Juan de Lurigancho y Chorrillos. El trayecto de esta ruta tiene consta de 82 paradas y dura aproximadamente entre 3 y 4 horas. 

## Características
Esta ruta de transporte público está administrada por la Empresa de Transporte Urbano Línea 4 S.A. (ETUL4SA), la cual maneja también las rutas 8308, 8404 y 8406 que transitan por la urbe limeña.

### Autorización
La ruta 3705 se encuentra autorizada por la Municipalidad Metropolitana de Lima (MML), y la Autoridad de Transporte Urbano (ATU).

## Trayecto
Los autobuses de la ruta 3705 (aprox. 80) comienzan a operar a las 5:00 a.m. y terminan a las 10:00 p.m. por los distritos de San Juan de Lurigancho, El Agustino, Santa Anita, Ate Vitarte, San Borja, Santiago de Surco, San Juan de Miraflores, Chorrillos en la provincia de Lima; pasando por importantes lugares como el hospital de San Juan de Lurigancho, las estaciones Bayóvar, Santa Rosa, San Martín, San Carlos, Los Postes, Los Jardines y Pirámide del Sol, Puente Nuevo, la estación Evitamiento, el Hipódromo de Monterrico, la universidad Ricardo Palma, Atocongo, el Puente Alipio y el óvalo de Villa.

### Terminales
Su terminal de ida se encuentra cerca al Portón de Jicamarca, en San Juan de Lurigancho y su terminal de vuelta se encuentra en la urbanización Los Cedros de Villa, en Chorrillos.

### Recorrido
| Dirección                           | Avenidas y calles |
| ----------------------------------- | --- |
| Ida Hacia Chorrillos                | Jr. Cápac Yupanqui - Jr. Mar del Norte - Av. Fernando Wiesse - Av. Próceres de la Independencia - Av. Pirámide del Sol - Vía de Evitamiento - Carretera Panamericana Sur - Av. Los Álamos - Av. Alipio Ponce - Av. Guardia Civil Sur - Av. Defensores del Morro - Av. Alameda Sur - Av. Alameda Ballestas - Av. De Los Horizontes.                                                                              |
| Vuelta Hacia San Juan de Lurigancho | Av. De Los Horizontes - Av. Alameda Ballestas - Av. Alameda Sur - Av. Defensores del Morro - Av. Guardia Civil Sur - Av. Alipio Ponce - Av. Pedro Miotta - Carretera Panamericana Sur - Vía de Evitamiento - Jr. Chinchaysuyo - Jr. San Aurelio - Av. Próceres de La Independencia - Av. El Sol - Av. Canto Grande - Av. José Carlos Mariátegui - Av. Fernando Wiesse - Jr. Mar del Norte - Jr. Cápac Yupanqui. |

## Rutas relacionadas
8308 (Lurín - San Juan de Lurigancho), 8404 (Villa María del Triunfo - Ate), 8406 (Lurín - Lurigancho).